# Euxoa xanthostaxis
Euxoa xanthostaxis là một loài bướm đêm trong họ Noctuidae.